# Raphaël Joué
Raphaël Joué, né le 16 juin 1915 à Perpignan et mort le 12 septembre 2011 à Cabestany, était le cinquième président de la fédération française de rugby à XIII. Il a été en poste de 1964 à 1967. À noter qu'à cette époque la fédération française de rugby à XIII avait pour nom fédération française de jeu à XIII.
Au moment de son entrée en fonction, il hérite d'une situation difficile : notamment la tournée catastrophique de l'équipe de France en 1964.
Néanmoins, on lui, reconnait, ainsi qu'à ses trois successeurs, le mérite de l'avoir démêlé et d'avoir remis « progressivement le dispositif en place ».

## Biographie
Raphaël Joué est Chirurgien de profession. Il est  président du XIII Catalan de 1963 à 1967.
Pendant sa période au XIII Catalan, il  se lance dans une véritable « chasse aux quinzistes » et tente, sans succès, de faire recruter Walter et Claude Spanghero.
Il meurt le 12 septembre 2011 et laisse un « grand vide » au sein des treizistes perpignanais.